# ونونمهدوی
ونونمهدوی (به انگلیسی: Vanavanmahadevi) یک روستا در هند است که در Nagapattinam district واقع شده‌است.